# Cruz del Humilladero
Cruz del Humilladero (135) es uno de los barrios en los que se divide administrativamente la ciudad de Málaga, España que pertenece al distrito Cruz de Humilladero. Geográficamente se encuentra situado en un terreno llano, dentro de la vega baja del Guadalhorce, en el centro de la zona oriental y residencial del distrito. El barrio toma su nombre de la plaza Cruz de Humilladero, que a su vez, debido a su importancia como punto de referencia dentro de Málaga, da nombre también a todo el distrito. Según la delimitación oficial del ayuntamiento, limita al norte con Carranque y 4 de Diciembre; al oeste con Núcleo General Franco; al suroeste con Santa Julia; al este limita con los barrios de El Perchel y Los Tilos; al sur las vías del ferrocarril lo separan de la Carretera de Cádiz. También se les considera parte de este a otros barrios colindantes cómo Santa Marta, La Unión
La Cruz del Humilladero nace en torno a la cruz de humilladero que servía como entrada a Málaga y era el punto de partida de distintas cañadas o caminos que se dirigían a poblaciones cercanas como Cártama, Álora o Benalmádena. Esta era uno de los puntos donde se ejercía la justicia pública, y uno de los cuatro cruces que tenía la ciudad, junto a la cruz de Zamarrilla, de Huerta del Acíbar, cerca del Santuario de la Victoria; y de la Caleta. Hasta la segunda mitad del siglo XIX, la Cruz del Humilladero seguía siendo parte del extrarradio de la ciudad, y es entonces cuando comienzan a construirse las primeras viviendas. El actual panorama urbano del barrio surge en los años 1970 cuando los bloques de viviendas reemplazan a las antiguas casas. 
Cruz del Humilladero cuenta con una superficie de 0,22 km² y según datos del ayuntamiento de Málaga, cuenta con una población aproximada a los 4902 habitantes. Cruz del Humilladero está comunicado al resto de la ciudad mediante la red de autobuses urbanos de la EMT Málaga y mediante el metro de Málaga con la estación de «La Unión», que se anuncia con el sobrenombre de "Cruz del Humilladero" y la cual cuenta con una boca de acceso en los límites administrativos del barrio.

## Etimología
La barriada toma su nombre de la Cruz de Humilladero situada en el centro de la misma, la cual además da nombre a la plaza donde se encuentra y a todo el distrito. Una cruz de humilladero era un lugar existente en las salidas o entradas de las poblaciones y donde se podía ejercer la justicia pública, de ahí su nombre de "humilladero".

## Historia
El término "humilladero" aparece ya en las actas capitulares del ayuntamiento en el año 1600, aunque no se tiene constancia de a qué hacía referencia dicho término, pudiéndose tratarse de una ermita, una cruz, una imagen religiosa o el lugar donde se ajusticiaba a los condenados, según distintas versiones. La primera mención del término se hace en relación con una epidemia que asoló la zona, por lo que algunos vecinos fueron encargados de montar guardia en el lugar para evitar la entrada en la ciudad de personas contagiadas. Otras menciones posteriores describen el lugar como el punto de partida de varios caminos que desde Málaga se dirigían a Cártama, Álora o Benalmádena. En 1695 se recoge un acto de justicia en el que fue ahorcado un tal Francisco de Sevilla, cuyo cuerpo fue troceado y colocado en distintos puntos de la ciudad, siendo uno de ellos Humilladero.
De estas menciones se desprende que la Cruz del Humilladero servía como cruz de término y lugar donde se mostraba que en la ciudad se hacía justicia, advirtiendo a los propios ciudadanos y a lo visitantes que se acercaban. Se sabe, además, que hubo otras tres cruces instaladas después de la toma de la ciudad por la Corona de Castilla en el Camino Real de los Mármoles, que se dirigía a Antequera, en la salida hacia el Camino Real de Granada y en La Caleta, en el camino hacia Vélez-Málaga. En 1867 se menciona en documentos municipales el emplazamiento exacto de la plaza de Cruz de Humilladero, debido a la construcción del Camino de San Rafael y el traslado de la cruz a la intersección de este y otros caminos.
A comienzos del siglo XX el barrio abandona su carácter periférico de extrarradio con la construcción de distintas obras de importancia para la ciudad como la Cárcel Provincial (1933) o el Matadero Municipal (1934). Por estas fechas además, surgen las primeras viviendas. Durante la Guerra Civil, la cárcel sirvió como lugar de reclusión para los presos del bando republicano. 
Los actuales edificios son casi todos levantados en los años 1970 del siglo XX como exponente del desarrollismo en España. En 1981 se produjo en el barrio un atentado de la banda terrorista ETA: un coche-bomba explotó enfrente de la prisión, hiriendo a siete personas  y causando daños importantes tanto al edificio de la prisión como a las viviendas, comercios colindantes y un centro escolar cercano.

## Ubicación geográfica
Cruz del Humilladero se encuentra situado geográficamente en un terreno totalmente llano, dentro de la vega baja del Guadalhorce. Se sitúa en el centro de la zona residencial del distrito, cercana por tanto al resto de barriadas y vecindarios del mismo, lo que hizo que el ayuntamiento instalase la Junta Municipal de Distrito en el barrio. Delimita con los barrios de Carranque, 4 de diciembre, Polígono Alameda, Los Tilos, La Unión, Santa Marta, Santa Julia y Núcleo General Franco. 
| Noroeste: 4 de Diciembre | Norte: Polígono Alameda, 4 de Diciembre y Carranque | Nordeste: Polígono Alameda |
| Oeste: Santa Marta       |                                                     | Este: Los Tilos            |
| Suroeste: Santa Marta    | Sur: Santa Julia y La Unión                         | Sureste: La Unión          |

### Límites
Cruz del Humilladero está delimitada al norte por calle Virgen de la Fuensanta, la avenida de la Aurora y calle Fernández Fermina; al este por calle Merlo y calle Antonio Luis Carrión; al sur por calle La Unión y la avenida José Ortega y Gasset; y al oeste por calle Virgen del Pilar. 

## Demografía
El barrio contaba en 2020 con una población total de 4902 habitantes.

## Urbanismo
La mayor parte de conjuntos residenciales son bloques viviendas de gran altura construidos con ladrillos y que datan de los años 1970. Dentro del barrio existen edificios de relevancia arquitectónica y patrimonial como son la Antigua Prisión Provincial o el Antiguo Matadero Municipal, exponente de la arquitectura española durante los años 1930.  
El barrio Cruz de Humilladero tiene un zona comercial abierta situada en las calles principales que rodean la Plaza Cruz de Humilladero. Está formada por tiendas de barrio de todo tipo de artículos: ferreterías, mercerías, boutique, lencería, carnicerías, asador de pollos, gasolinera, y otros establecimientos, incluido un mercado de abastos. Dispone de aparcamiento público para todas aquella personas que quieran realizar sus compras con su propio vehículo.

En el barrio se encuentra también el Centro Deportivo Conde del Guadalhorce, que cuenta con varias salas de gimnasio y piscina climatizada. 

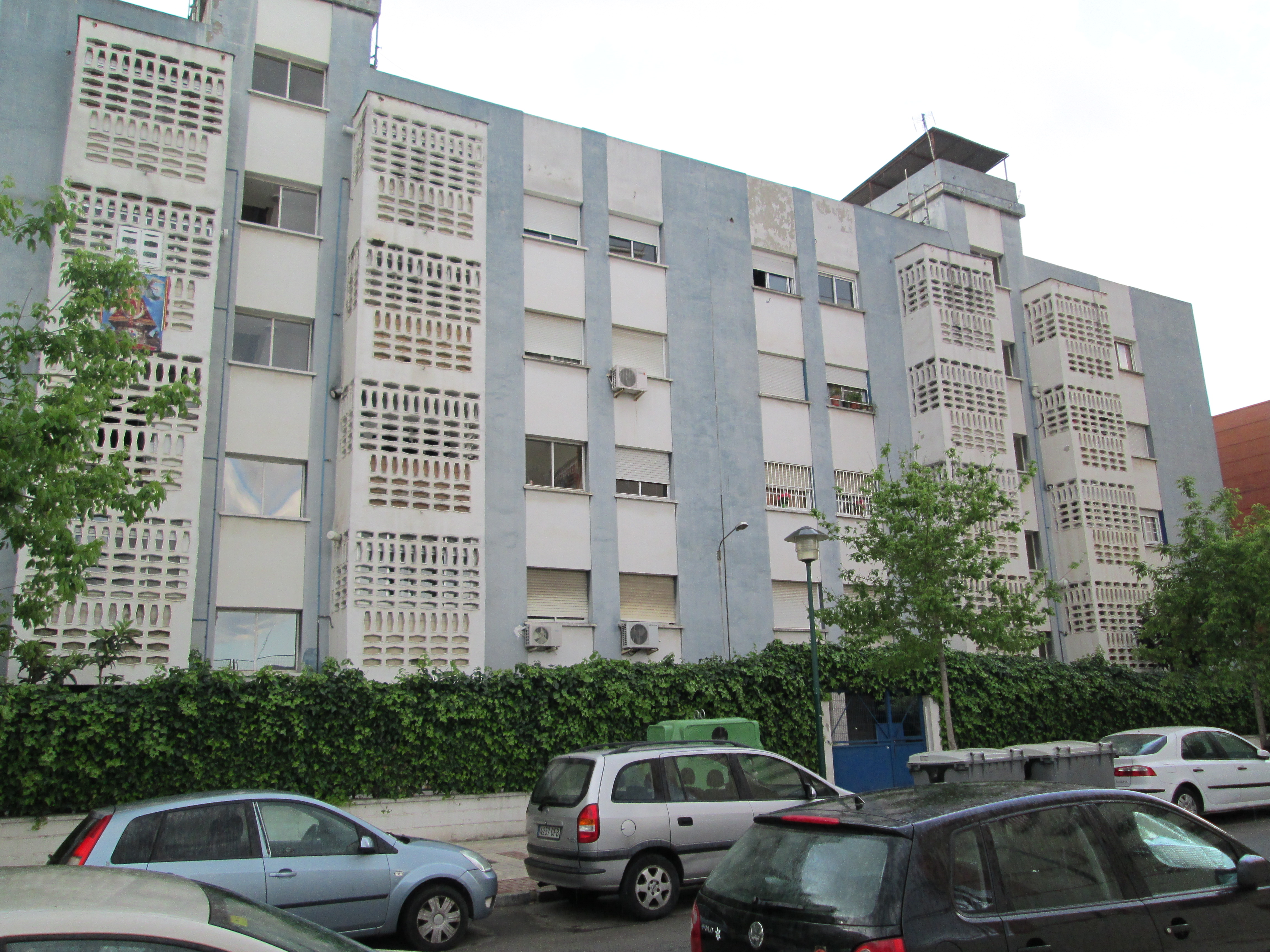
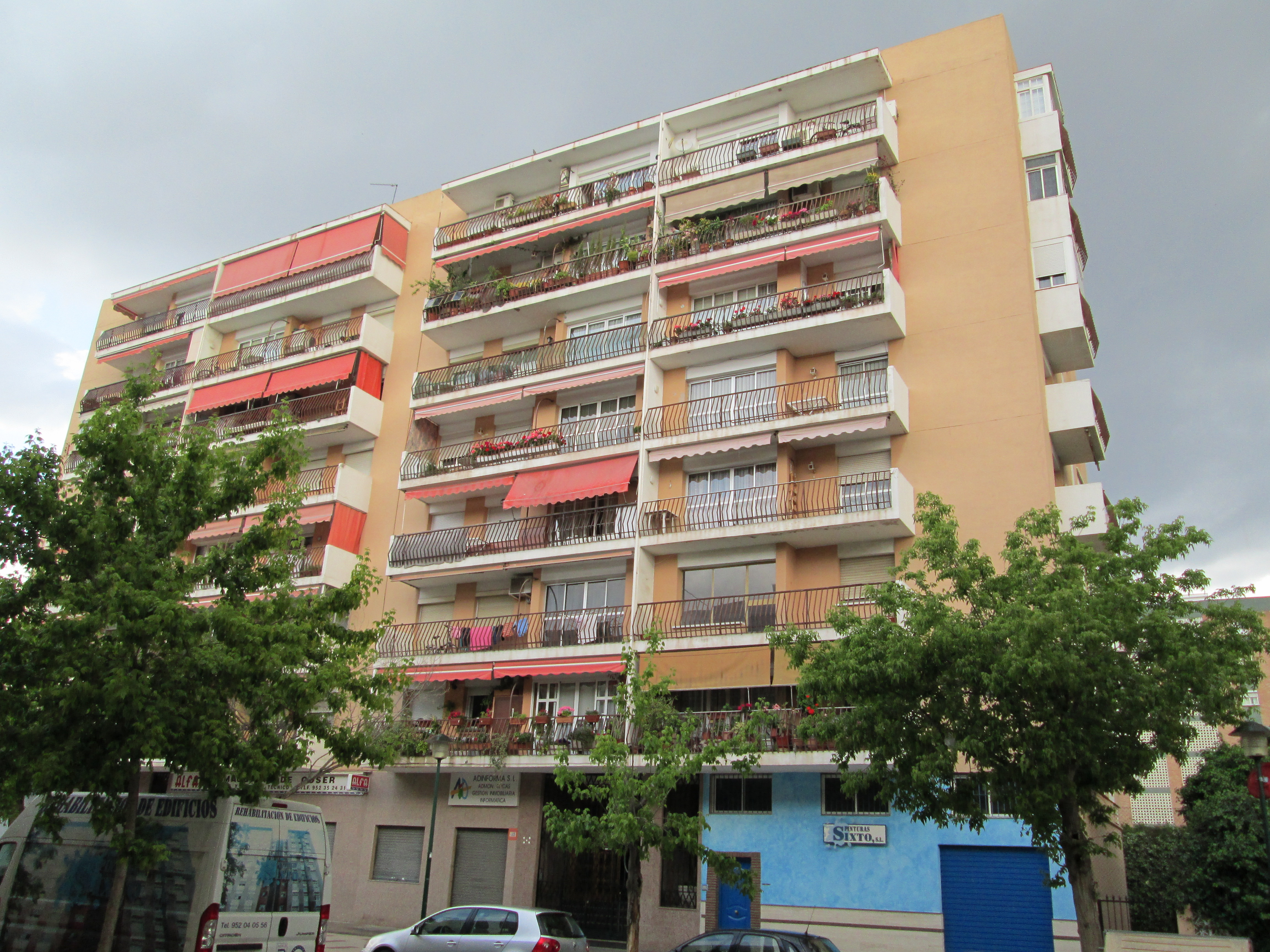
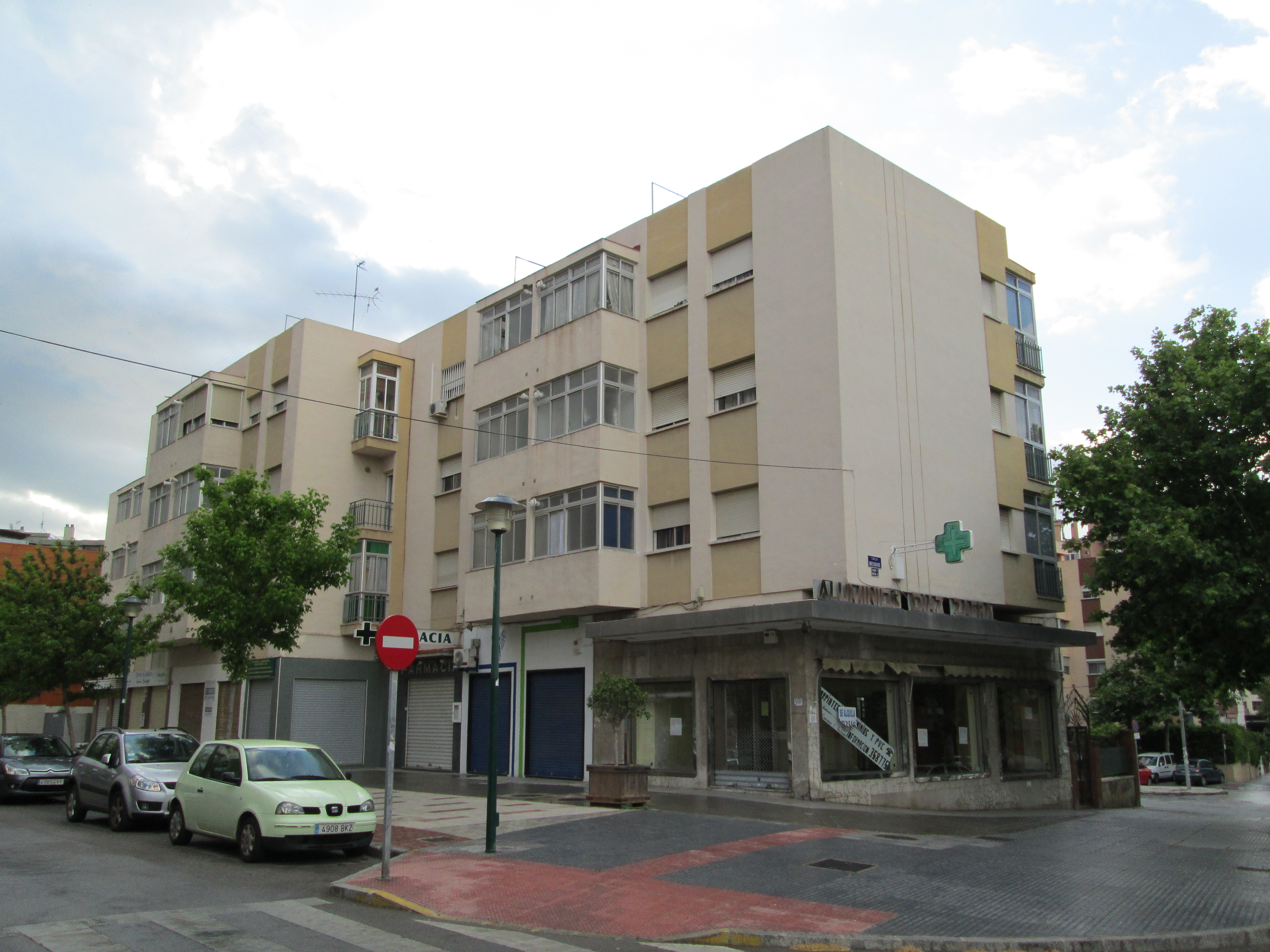
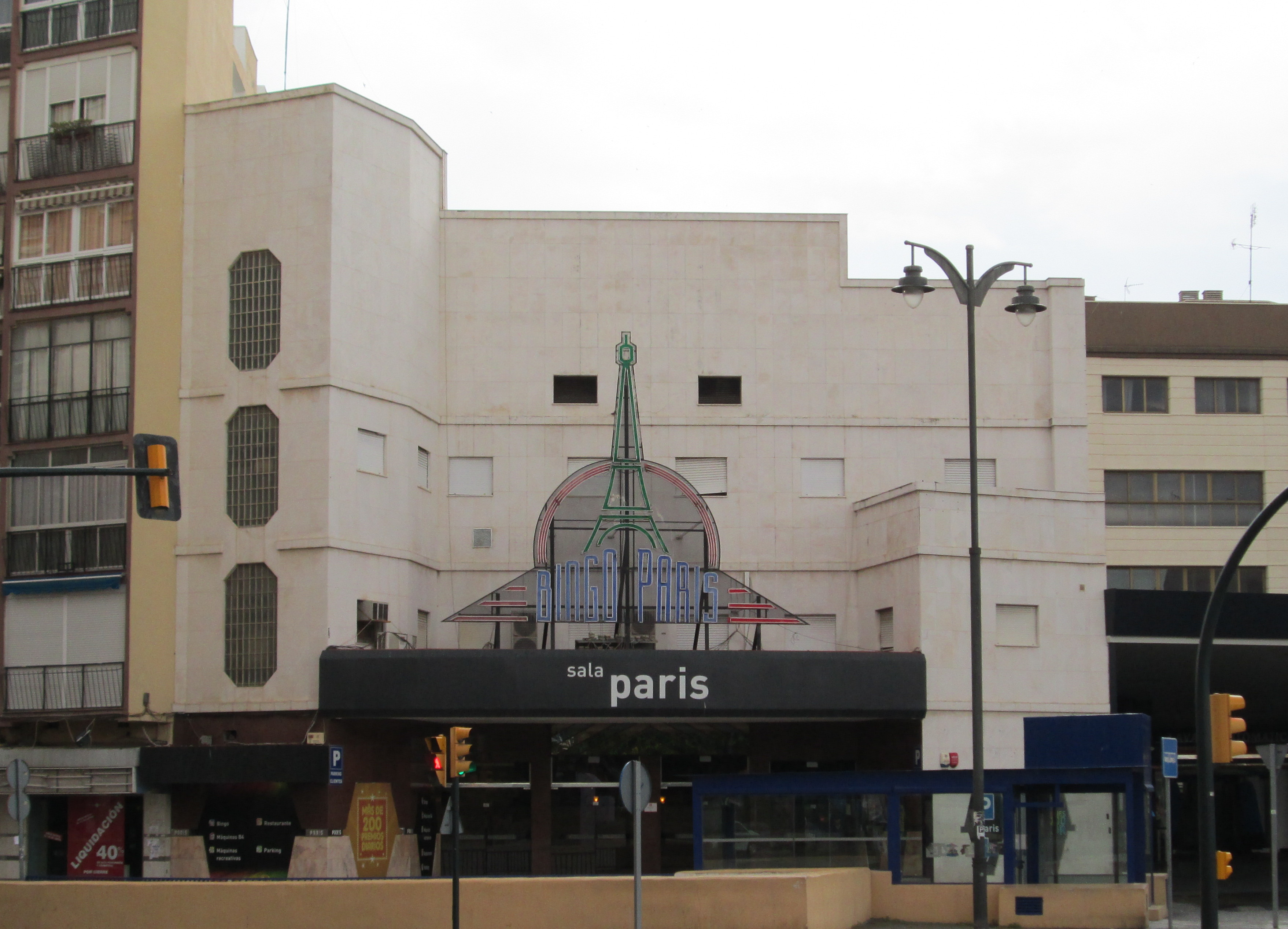

## Callejero
Calle Maestro Lecuona y calle Calatrava, diferencia entre las dos caras urbanísticas del barrio.A diferencia de otros barrios y barriadas de Málaga, el callejero de Cruz del Humilladero no sigue ninguna temática, al estar situado en el centro del distrito la mayor partes de grandes avenidas y calles discurren por el barrio, siendo las más importantes: la calle Conde del Guadalhorce, la avenida José Ortega y Gasset, el Paseo de los Tilos y calle Gerona. Todas ellas confluyen en la plaza de Cruz de Humilladero. Entre ellas, especialmente la avenida Ortega y Gasset presenta una gran cantidad de tráfico debido a su importancia dentro del esquema viario de la ciudad, vertebrando de este - oeste toda la zona occidental de Málaga. Las calles, avenidas y demás vías urbanas del barrio son:
- Pasaje Adra
- Avenida de la Aurora
- Calle Betsaida
- Calle Cameros
- Calle Conde del Guadalhorce
- Plaza Cruz de Humilladero
- Pasaje David
- Calle Diego de Almaguer
- Calle Fernández Fermina
- Calle Flores García
- Calle Gerona
- Calle Horacio Lengo
- Pasaje Horacio Lengo
- Calle Ildefonso González Solano
- Avenida José Ortega y Gasset
- Calle La Unión
- Calle Merlo
- Calle Mesana
- Calle Mirabra
- Calle Noray
- Pasaje Orellana
- Calle Santa Marta
- Calle Tango
- Calle Tarantas
- Paseo de los Tilos
- Calle Valderaduey
- Calle Virgen de la Fuensanta
- Calle Virgen del Pilar

## Lugares de interés

### Parroquia de la Asunción
La Parroquia de la Asunción se encuentra situada en la plaza de Cruz de Humilladero y es uno de los edificios más reconocibles de todo el barrio. Fue levantada en el siglo XX después del gran crecimiento demográfico que sufrió el barrio y alrededores durante los años 1970 y es de estilo modernista. Popularmente es conocido como Iglesia de Cruz de Humilladero o como Iglesia de la Cárcel, por su cercanía con la antigua prisión provincial. 

### Matadero Municipal
El Matadero Municipal fue inaugurado el 26 de diciembre de 1934, enclavado en los terrenos de la antigua Hacienda Carranque. Está situado en la intersección de calle Virgen de la Fuensanta y calle Conde de Guadalhorce, en el límite de Cruz del Humilladero con Carranque. El presupuesto de las obras fue originalmente de 614 313,50 pesetas de la época. El edificio fue ampliado conforme las exigencias de la sociedad y en los años 1940 mecanizó sus instalaciones. El matadero siguió funcionando hasta hace relativamente poco, los años 1990, cuando dejó de cumplir las nuevas leyes de higiene y salud. 

### Antigua Prisión
La Antigua Prisión Provincial de Málaga fue la cárcel de referencia de la provincia desde su inauguración en el año 1933 hasta su cierre definitivo en 1991 con la apertura de la moderna Prisión de Alhaurín de la Torre. El responsable del proyecto fue el arquitecto Vicente Agustí Elguero y en su siete décadas de historia, el edificio ha servido como centro represivo durante la Guerra Civil y ha sufrido un atentado con coche-bomba de ETA. 

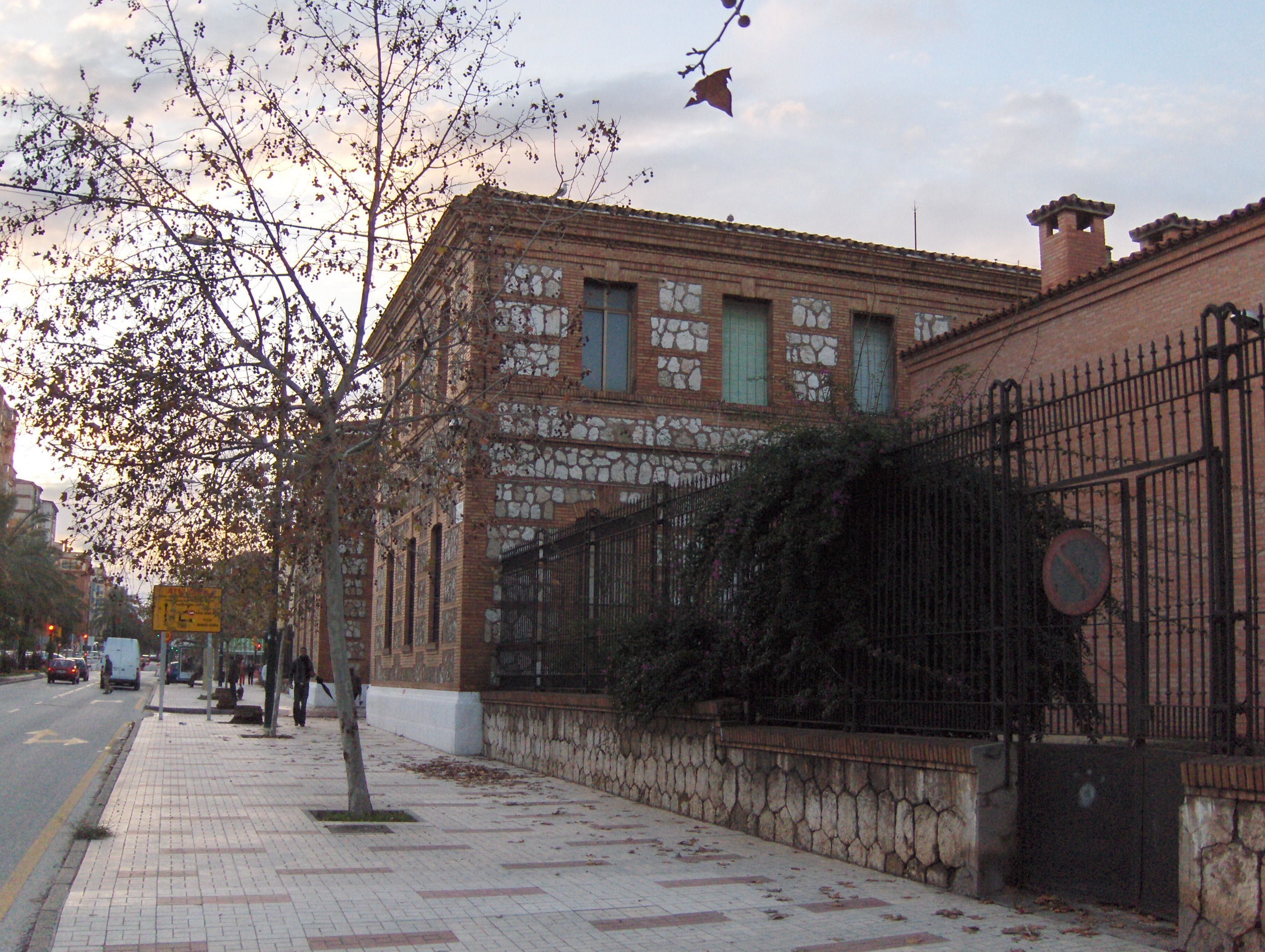
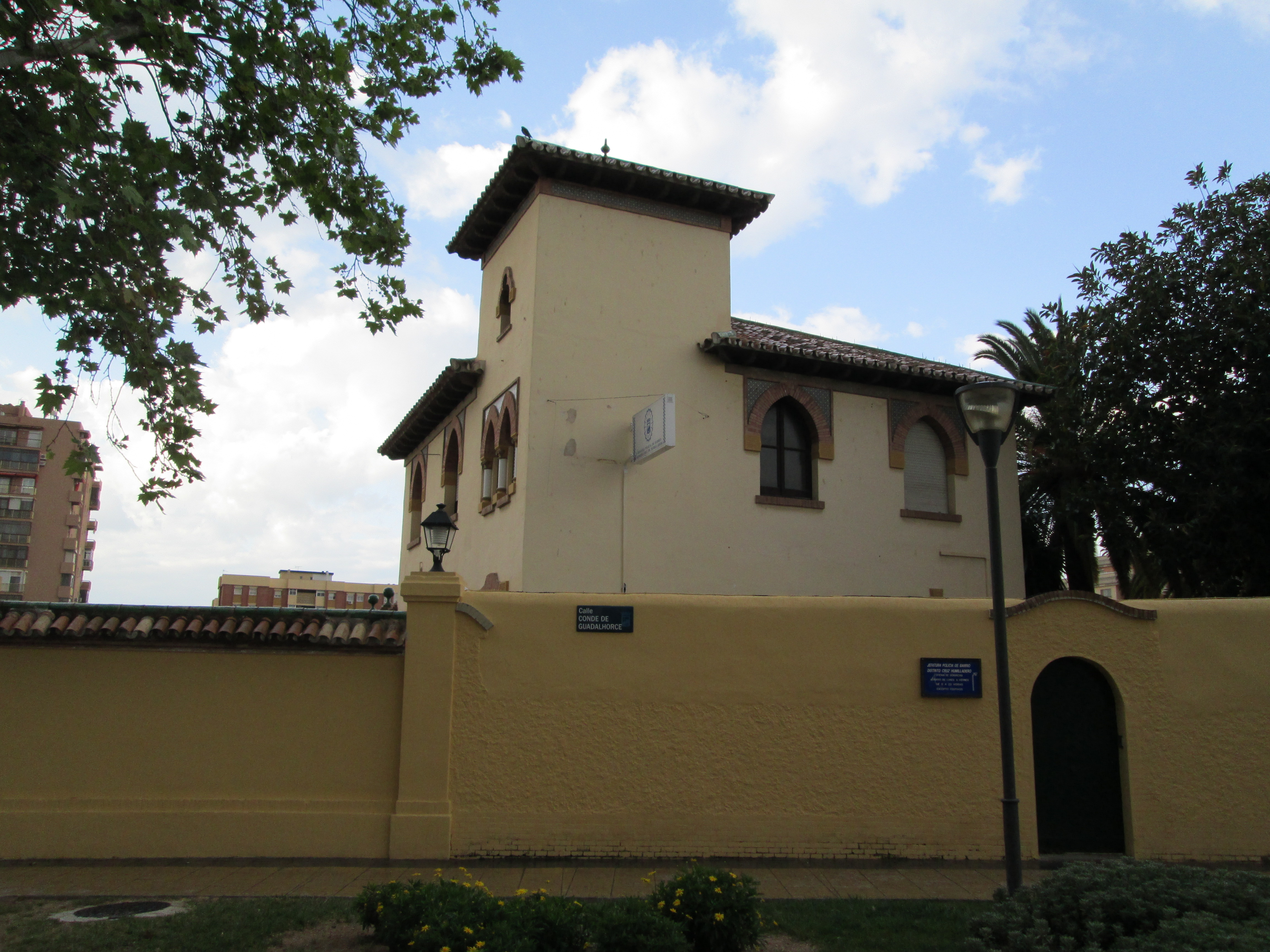
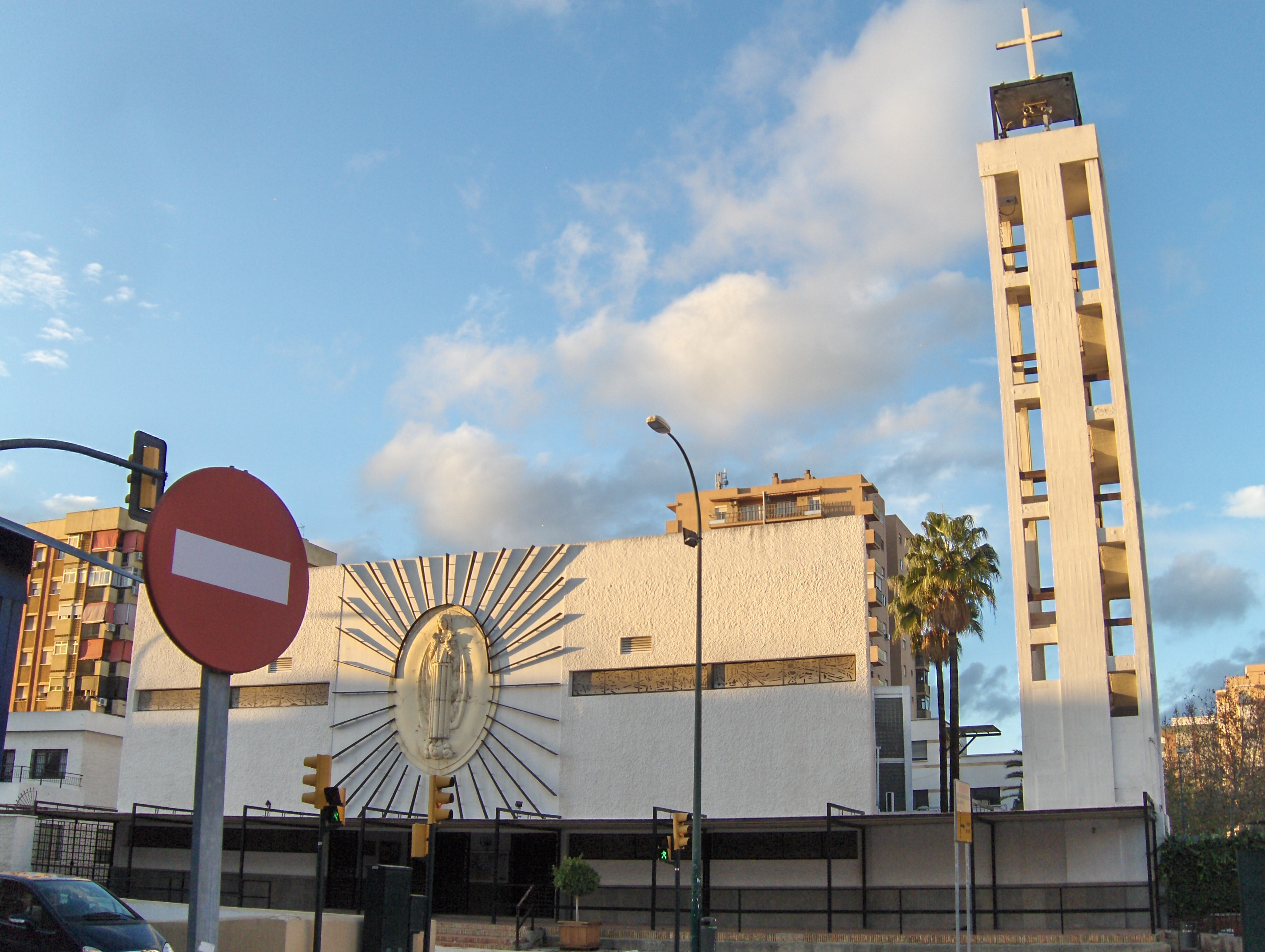

## Infraestructura

### Centros educativos
Enseñanza primaria:
- CEIP "Doctor Fleming"
- CEIP "Giner de los Ríos"

Enseñanza secundaria: 
- IES "Juan Ramón Jiménez"

### Centros de salud
Ningún centro de salud se encuentra situado en los límites del barrio, los más cercanos son:
- Centro de salud "Carranque"
- Centro de salud "Cruz de Humilladero"

## Transporte

### Autobús urbano
En autobús queda conectado mediante las siguientes líneas de la EMT: 
| Línea | Trayecto                                               | Recorrido | Frecuencia                             |
| ----- | ------------------------------------------------------ | --------- | -------------------------------------- |
| 4     | Paseo del Parque - Cortijo Alto (Ciudad de Justicia)   | Recorrido | 15-20 minutos                          |
| 11    | Universidad - Alameda Principal- El Palo (P. Virginia) |           | 10 minutos (15-17 en época no lectiva) |
| 14    | Paseo de la Farola - Teatinos                          |           | 8-10 minutos                           |
| 15    | La Virreina - Santa Paula                              |           | 8-10 minutos                           |
| 19    | Paseo del Parque - Campanillas                         |           | 15 minutos                             |
| 20    | Alegría de la Huerta - Los Prados                      | Recorrido | 15 minutos                             |
| 22    | Avda Moliere - Universidad                             |           |                                        |
| 25    | Paseo del Parque - Campanillas                         |           | 10-15 minutos                          |
| 31    | Paseo del Parque - Palacio de Deportes                 |           | 20-25 minutos                          |
| A     | Paseo del Parque - Aeropuerto                          |           |                                        |
| E     | Paseo del Parque - PTA (Exprés)                        |           | 9 minutos (horario especial)           |
| N2    | Plaza de la Marina - Circular                          | Recorrido | 50-55 minutos                          |
| N3    | Paseo del Parque - Campanillas                         |           | 60-90 minutos                          |
| N4    | Paseo del Parque - Puerto de la Torre                  |           | 60-90 minutos                          |

### Metro de Málaga
En metro queda conectado mediante la estación de La Unión (Cruz del Humilladero) de Metro Málaga:
| Línea | Cabeceras      | Cabeceras  | Plano |
| ----- | -------------- | ---------- | ----- |
|       | Andalucía Tech | Atarazanas | Plano |

Autobús Interurbano
M-231 Málaga-Pizarra-Alora.